# Ferrière-la-Petite
Ferrière-la-Petite är en kommun i departementet Nord i regionen Hauts-de-France i norra Frankrike. Kommunen ligger i kantonen Maubeuge-Sud som tillhör arrondissementet Avesnes-sur-Helpe. År 2022 hade Ferrière-la-Petite 1 043 invånare.

## Befolkningsutveckling
Antalet invånare i kommunen Ferrière-la-Petite
| Referens: INSEE |